# Моховцев, Фёдор Иванович
 Фёдор Иванович Моховцев (вариант Моховцов) (бел. Махаўцоў (Мохаўцаў) Фёдар Іванавіч; 19.9.1917, г. Гомель — 5.8.1988)— белорусский художник, график. Писал картины в стиле жанре акварельного пейзажа. Участник Великой Отечественной войны.

## Биография
Фёдор Иванович Моховцов родился 19 сентября 1917 года в городе Гомель. Белорус. Обучение по специальности проходил в Одесском художественном училище, с 1938 по 1941 годы.
Призван в Красную Армию 29.07.1941 Гомельским РВК. Воинское звание красноармеец; рядовой. Служил в воинской части: 576 стрелковый полк 115 стрелковой дивизии. Попал в плен, был освобожден.
Начиная с 1946 г. берет участие в выставках республиканского уровня.
Художественные произведения художника посвящены, в основном, родному городу Гомелю и прилегающим территориям.
Умер 5 августа 1988 года.
Захоронен на кладбище Осовцы в пригороде Гомеля.

## Основные произведения
- Пейзажные картины, посвящённые Гомелю и Гомельщине.
- Зарисовки с жизни портовых тружеников (1957—1970).
- Портреты Героев Социалистического Труда (1950—1953).

### Серия портретов
- «Учитель».
- «Колхозный сторож» (1955).
- «Молодой колхозник» (1956).

## Награды
Орден Отечественной войны II степени (06.04.1985).